# Houston Texans 2009
La stagione 2009 degli Houston Texans è stata l'ottava della franchigia nella National Football League. La squadra migliorò il proprio record di 8 vittorie e 8 sconfitte della stagione 2008, la prima stagione con un record positivo della storia della franchigia. A causa di 4 sconfitte consecutive nella parte centrale della stagione contro avversari della propria division, i Texans mancarono per un soffio i loro primi playoff, anche per il fatto che le squadre avversarie dei New York Jets, gli avversari diretti di Houston, fecero riposare i propri titolari.

## Draft NFL 2009
| Giro/Scelta          | Giocatore        | Ruolo         | College              |
| -------------------- | ---------------- | ------------- | -------------------- |
| 1/15                 | Brian Cushing    | Linebacker    | USC                  |
| 2/46                 | Connor Barwin    | Defensive end | Cincinnati           |
| 3/77                 | Antoine Caldwell | Centro        | Alabama              |
| 4/112                | Glover Quin      | Cornerback    | New Mexico           |
| 4/122 (Da Minnesota) | Anthony Hill     | Tight end     | North Carolina State |
| 5/152                | James Casey      | Tight end     | Rice                 |
| 6/188                | Brice McCain     | Cornerback    | Utah                 |
| 7/223                | Troy Nolan       | Safety        | Arizona State        |

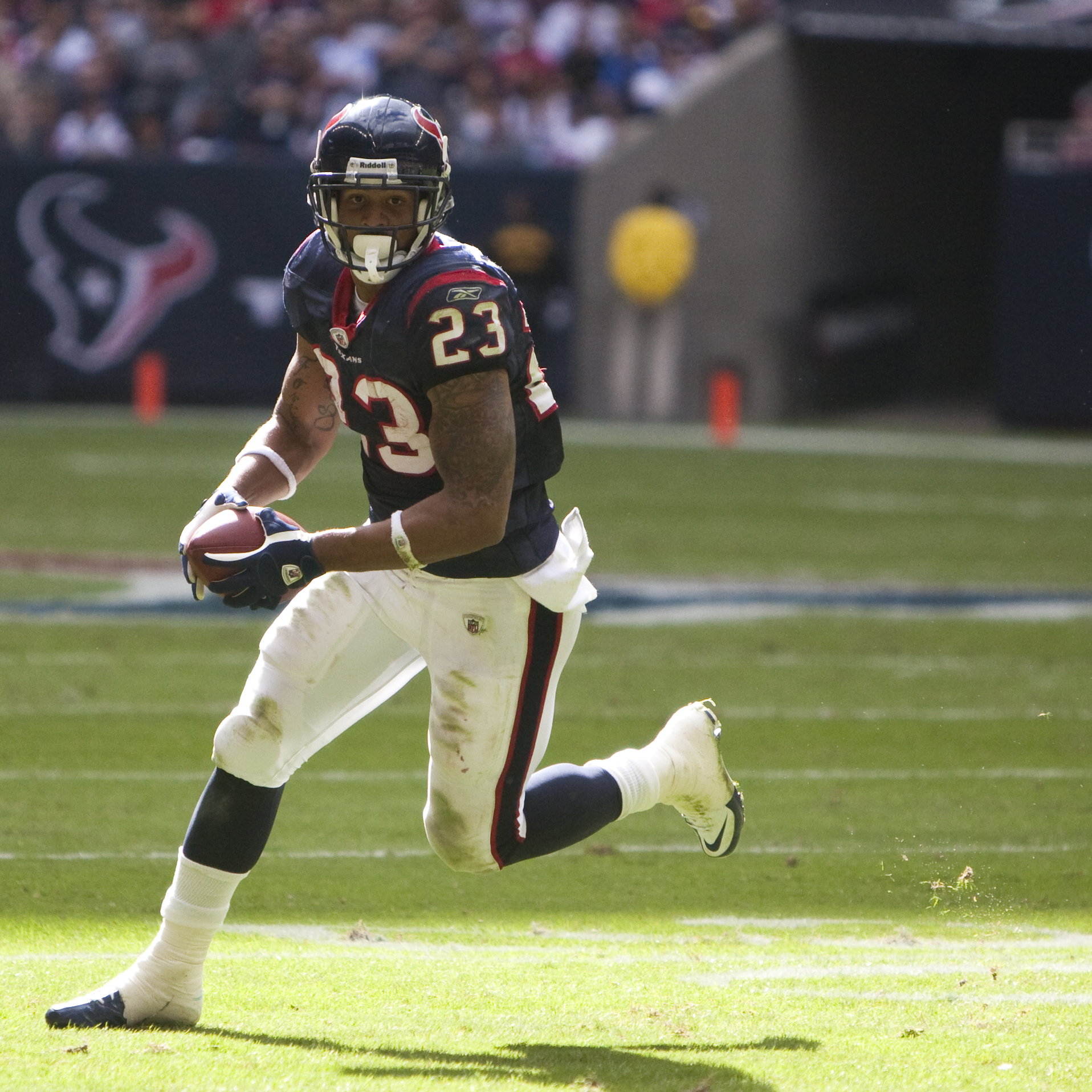
Arian Foster firmò coi Texans come free agent non scelto nel Draft.

I Texans selezionarono otto giocatori nel Draft 2009. La squadra ottenne una scelta addizionale nel quarto giro (la numero 122 assoluta) nell'ambito della scambio coi Minnesota Vikings del quarterback Sage Rosenfels.
La squadra mise sotto contratto il running back dall'Università del Tennessee Arian Foster come free agent non scelto nel draft, prima facendolo giocare nella squadra di allenamento e facendolo debuttare nella lega a metà stagione. Foster avrebbe guidato la lega in yard corse nella stagione seguente, imponendosi come una delle stelle della squadra nelle annate a venire.

## Roster
| Roster finale degli Houston Texans nella stagione 2009 |
| --- |
| Quarterback - 10 John David Booty - 7 Dan Orlovsky - 8 Matt Schaub Running Back - 37 Arian Foster - 27 Chris Henry - 38 Jeremiah Johnson - 44 Vonta Leach FB - 20 Steve Slaton Wide Receiver - 89 David Anderson - 11 André Davis - 80 Andre Johnson - 12 Jacoby Jones - 17 Glenn Martinez Tight End - 86 James Casey FB - 85 Joel Dreessen - 87 Anthony Hill Offensive Linemen - 76 Duane Brown T - 62 Antoine Caldwell G/C - 75 Brett Helms C - 55 Chris Myers C - 79 Adam Stenavich T - 64 Kasey Studdard G - 73 Eric Winston T Defensive Linemen - 98 Connor Barwin DE - 95 Shaun Cody DT - 99 Pannel Egboh DE - 96 Tim Jamison DE - 72 Jesse Nading DE - 97 Frank Okam DT - 91 Amobi Okoye DT - 94 Antonio Smith DE - 90 Mario Williams DE Linebacker - 52 Xavier Adibi OLB - 57 Kevin Bentley ILB - 50 Darnell Bing OLB - 56 Brian Cushing OLB - 54 Zac Diles OLB - 61 Toddrick Verdell OLB Defensive Back - 34 Dominique Barber FS - 32 Fred Bennett CB - 41 Brice McCain CB - 28 Antwaun Molden CB - 33 Troy Nolan FS - 38 Mark Parson CB - 29 Glover Quin CB - 35 Jacques Reeves CB - 26 Eugene Wilson FS Special Team - 3 Kris Brown K Lista dei Free agent - 22 Chris Brown RB - 53 Khary Campbell OLB - 25 Nick Ferguson SS - 5 Rex Grossman QB - 48 Bryan Pittman LS - 69 Chester Pitts G - 70 Tutan Reyes G - 23 Dunta Robinson CB - 42 Brian Russell FS - 74 Ephraim Salaam OT - 51 Chaun Thompson OLB - 1 Matt Turk P - 83 Kevin Walter WR - 92 Jeff Zgonina DT - 93 Tim Bulman DE - 40 John Busing FS - 78 Rashad Butler OT - 81 Owen Daniels TE - 21 Ryan Moats RB - 31 Bernard Pollard SS - 59 DeMeco Ryans ILB - 63 Chris White G/C - 65 Mike Brisiel G - 66 DelJuan Robinson DT 48 attivi, 0 inattivi, 24 free agent |
| Legenda - I rookie sono in corsivo. - Il primo ruolo è il principale mentre gli eventuali successivi indicano i ruoli secondari. - (IR) sta per Injured Reserve ed indica la lista ristretta per un solo giocatore infortunato che può tornare ad allenarsi dopo la settimana 6 e a rientrare in prima squadra dopo che questa ha giocato 8 partite. - (NF-Inj.) / (NF-Ill.) stanno rispettivamente per Non-Football Injured e Non-Football Illness ed indicano le liste dove viene inserito un giocatore che ha un infortunio o una malattia non dipendente dal football americano. - (PUP) sta per Physically Unable to Perform ed indica la lista dove viene inserito un giocatore mentre è in attesa di recuperare la condizione fisica. Nella stagione regolare dopo la sesta partita giocata dalla propria squadra, il giocatore ha tempo tre settimane per riprendere ad allenarsi, più tre settimane aggiuntive dal suo rientro agli allenamenti per rientrare in prima squadra. |

## Calendario
| Turno | Data               | Ora                | Avversario             | Risultato          | Risultato          | Stadio                         | TV                 | Tabellino          |                    |
| Turno | Data               | Ora                | Avversario             | Punteggio          | Record             | Stadio                         | TV                 | Tabellino          |                    |
| ----- | ------------------ | ------------------ | ---------------------- | ------------------ | ------------------ | ------------------------------ | ------------------ | ------------------ | ------------------ |
| 1     | 13/9               | 12:00 pm           | New York Jets          | V 7–24             | 0–1                | Reliant Stadium                | CBS                | Recap              |                    |
| 2     | 20/9               | 12:00 pm           | @ Tennessee Titans     | V 34–31            | 1–1                | LP Field                       | CBS                | Recap              |                    |
| 3     | 27/9               | 12:00 pm           | Jacksonville Jaguars   | S 31–24            | 1–2                | Reliant Stadium                | CBS                | Recap              |                    |
| 4     | 4/10               | 12:00 pm           | Oakland Raiders        | V 29–6             | 2–2                | Reliant Stadium                | CBS                | Recap              |                    |
| 5     | 11/10              | 3:15 pm            | @ Arizona Cardinals    | S 28–21            | 2–3                | University of Phoenix Stadium  | CBS                | Recap              |                    |
| 6     | 18/10              | 12:00 pm           | @ Cincinnati Bengals   | V 28–17            | 3–3                | Paul Brown Stadium             | CBS                | Recap              |                    |
| 7     | 25/10              | 12:00 pm           | San Francisco 49ers    | V 24–21            | 4–3                | Reliant Stadium                | Fox                | Recap              |                    |
| 8     | 1/11               | 12:00 pm           | @ Buffalo Bills        | V 31–10            | 5–3                | Ralph Wilson Stadium           | CBS                | Recap              |                    |
| 9     | 8/11               | 12:00 pm           | @ Indianapolis Colts   | S 20–17            | 5–4                | Lucas Oil Stadium              | CBS                | Recap              |                    |
| 10    | Settimana di pausa | Settimana di pausa | Settimana di pausa     | Settimana di pausa | Settimana di pausa | Settimana di pausa             | Settimana di pausa | Settimana di pausa | Settimana di pausa |
| 11    | 23/11              | 7:30 pm            | Tennessee Titans       | S 20–17            | 5–5                | Reliant Stadium                | ESPN               | Recap              |                    |
| 12    | 29/11              | 12:00 pm           | Indianapolis Colts     | S 35–27            | 5–6                | Reliant Stadium                | CBS                | Recap              |                    |
| 13    | 6/12               | 12:00 pm           | @ Jacksonville Jaguars | S 23–18            | 5–7                | Jacksonville Municipal Stadium | CBS                | Recap              |                    |
| 14    | 13/12              | 12:00 pm           | Seattle Seahawks       | V 34–7             | 6–7                | Reliant Stadium                | Fox                | Recap              |                    |
| 15    | 20/12              | 12:00 pm           | @ St. Louis Rams       | V 16–13            | 7–7                | Edward Jones Dome              | CBS                | Recap              |                    |
| 16    | 27/12              | 12:00 pm           | @ Miami Dolphins       | V 27–20            | 8–7                | LandShark Stadium              | CBS                | Recap              |                    |
| 17    | 3/1                | 12:00 pm           | New England Patriots   | V 34–27            | 9–7                | Reliant Stadium                | CBS                | Recap              |                    |

NOTA: Gli avversari di division sono in grassetto.

## Premi
- Brian Cushing:

rookie difensivo dell'anno